# Myrina tarpina
Myrina tarpina är en fjärilsart som beskrevs av William Chapman Hewitson 1878. Myrina tarpina ingår i släktet Myrina och familjen juvelvingar. Inga underarter finns listade i Catalogue of Life.